# Eparchie Arusha a Střední Tanzanie
Eparchie Arusha a Střední Tanzanie je eparchie Alexandrijského patriarchátu.

## Území a titul biskupa
Zahrnuje správní hranice území centrální Tanzanie.
Eparchiálnímu biskupovi náleží titul arushský a středotanzanijský.

## Historie
Eparchie byla zřízena Svatým synodem Alexandrijského patriarchátu 17. listopadu 2016. Byla vydělena z území metropolie Irinoupolis.